# Iulia Caesaris (i. e. 83)
Iulia Caesaris a hat azonos nevű történeti személy közül Caius Iulius Caesar és Cornelia Cinna leánya. A későbbi diktátor egyetlen törvényes gyermeke, később Pompeius Magnus felesége lett.
I. e. 76-ban született, meghalt i. e. 54-ben. Mint a római patrícius-családok nőtagjai általában, Iulia is a politikai érdekek mentén házasodott, személye az első triumvirátus összetartását erősítette. Pompeius a források szerint imádta hitvesét, ő pedig nemcsak szép, de odaadó feleség is volt, dacára a 23 év korkülönbségnek.
Halála - ha hinni lehet az ókori forrásoknak - igen tragikus volt: Pompeius az i. e. 55-ös aedilis-választásokon a kavargó tömegben tartózkodott, és tógáját az áldozati állat vére beszennyezte. A lecserélt foltos ruhát rabszolga vitte haza. Az állapotos Iulia azt hitte, hogy férjét érte baleset, s az ettől őt érő sokk hatására koraszülött gyermeknek adott életet. A szülést követően néhány hónappal Iulia is meghalt, és a gyermek is, akiről még azt sem tudni, hogy fiú volt-e, vagy leány. Lucius Annaeus Seneca tudósítása szerint Caesar Britanniában tartózkodott, amikor leánya halálhírét megvitték neki.
Iulia halála után a triumvirátus szétesett, alig egy évvel később Marcus Licinius Crassus elesett Parthiában, Pompeius pedig Caesar ellen fordult.